# A Ilha Misteriosa (1961)
A Ilha Misteriosa (em inglês:  Mysterious Island) é um filme britano-estadunidense de 1961, dos gêneros ficção científica e aventura, dirigido por Cy Endfield, com roteiro baseado no romance homônimo de Júlio Verne.

## Enredo
A bordo de um balão roubado, o capitão Cyrus Harding e mais três soldados da União fogem de um campo de prisioneiros Confederado. A noite da fuga é tempestuosa e obriga o balão a ir em direção do oceano Pacífico até uma ilha onde finalmente descem. Ao explorar a ilha, acabam encontrando duas náufragas e, um grupo de perigosos animais gigantes. Em sua luta contra as feras e o ambiente são secretamente ajudados pelo Capitão Nemo, que havia ancorado o submarino Nautilus em uma gruta submersa. Os estranhos monstros são a última experiência do capitão que deseja aumentar a quantidade de alimentos para a população mundo. Após o encontro com o capitão, ficam sabendo que o submarino está avariado irremediavelmente e nesse ínterim, uma erupção vulcânica torna imperativa a sua partida antes da destruição completa da ilha.

## Elenco
| Nome           | Personagem            |
| -------------- | --------------------- |
| Michael Craig  | Capitão Cyrus Harding |
| Joan Greenwood | Lady Mary Fairchild   |
| Michael Callan | Herbert Brown         |
| Gary Merrill   | Gideon Spilitt        |
| Herbert Lom    | Capitão Nemo          |
| Beth Rogan     | Elena Fairchild       |
| Percy Herbert  | Sargento Pencroft     |
| Dan Jackson    | Cabo Neb Nugent       |
| Harry Monty    | Não creditado         |